# Sormás, Zala
Sormás  este un sat în districtul Nagykanizsa, județul Zala, Ungaria, având o populație de 904 locuitori (2011). 

## Demografie
Componența etnică a satului Sormás
     Maghiari (93,87%)
     Romi (4,86%)
     Necunoscut (0,46%)
     Alții (0,81%)
Componența confesională a satului Sormás
     Romano-catolici (67,7%)
     Fără religie (7,52%)
     Atei (1,66%)
     Reformați (1,44%)
     Luterani (1,44%)
     Necunoscută (20,24%)
Conform recensământului din 2011, satul Sormás avea 904 locuitori. Din punct de vedere etnic, majoritatea locuitorilor (93,87%) erau maghiari, cu o minoritate de romi (4,86%). Apartenența etnică nu este cunoscută în cazul a 0,46% din locuitori.  Din punct de vedere confesional, majoritatea locuitorilor (67,7%) erau romano-catolici, existând și minorități de persoane fără religie (7,52%), atei (1,66%), luterani (1,44%) și reformați (1,44%). Pentru 20,24% din locuitori nu este cunoscută apartenența confesională.